# Zhomart Yerzhan
Zhomart Yerzhan (en kazajo: Жомарт Ержан; Almaty, 10 de junio de 1993) es un deportista kazajo que compite en boxeo. Ganó una medalla de bronce en el Campeonato Mundial de Boxeo Aficionado de 2017, en el peso minimosca.

## Palmarés internacional
| Campeonato Mundial | Campeonato Mundial  | Campeonato Mundial | Campeonato Mundial |
| Año                | Lugar               | Medalla            | Categoría          |
| ------------------ | ------------------- | ------------------ | ------------------ |
| 2017               | Hamburgo (Alemania) | Medalla de bronce  | 49 kg              |